# Dinocap
Dinocap ist ein Gemisch chemischer Verbindungen aus der Gruppe der substituierten Carbonsäureester und Dinitrophenole.

## Eigenschaften
Dinocap ist eine brennbare dunkelbraune Flüssigkeit, welche praktisch unlöslich in Wasser ist. Die Verbindung ist ein Gemisch von (RS)-2,6-Dinitro-4- und (RS)-2,4-Dinitro-6-octylphenylcrotonaten, bei welchen "octyl" eine Mischung von 1-Methylheptyl, 1-Ethylhexyl- und 1-Propylpentyl Gruppen bedeutet, wobei die kommerziellen Produkte ungefähr ein 2:1 Verhältnis von 6-Octyl- und 4-Octyl-Isomeren enthalten.
Dinocap besteht zu etwa 22 % aus Meptyldinocap, seinem aktivsten Isomer.

## Verwendung
Dinocap wird als Wirkstoff in Pflanzenschutzmitteln verwendet. Es wirkt als Fungizid sowie teilweise als Akarizid. Der erste Einsatz des Stoffes lag im Jahr 1930. In den 1950er Jahren wurde es erstmals zugelassen.

## Zulassung
In Österreich war ein Pflanzenschutzmittel mit dem Wirkstoff Dinocap zugelassen. In der Schweiz gab es mehrere zugelassene Präparate gegen Echten Mehltau, allerdings wurden inzwischen alle Bewilligungen suspendiert. In den EU-Staaten einschließlich Deutschland und Österreich sowie in der Schweiz sind heute keine Pflanzenschutzmittel mit diesem Wirkstoff mehr zugelassen.

## Handelsnamen
Arathan, Capran, Caproyl, Mildex